# The Look of Love (ABC)
The Look of Love is een nummer van de Britse new waveband ABC uit 1982. Het is de derde single van hun debuutalbum The Lexicon of Love.
De single werd een grote hit in vrijwel geheel Europa. In thuisland het Verenigd Koninkrijk behaalde het de 4e positie in de UK Singles Chart. In Nederland werd de plaat op maandag 17 mei 1982 door dj Frits Spits en producer Tom Blomberg in het programma De Avondspits  verkozen tot de 195e NOS Steunplaat van de week op Hilversum 3 en werd een radiohit. De plaat bereikte de 12e positie in de Nederlandse Top 40 en de 11e positie in zowel de Nationale Hitparade als de TROS Top 50. In de Europese hitlijst op Hilversum 3, de TROS Europarade bereikte de single de 13e positie. In België bereikte de plaat de 16e positie in de Vlaamse Ultratop 50 en de 19e positie in de Vlaamse Radio 2 Top 30.

## Trivia
Tijdens Night of the Proms, in het najaar van 2001, zong Martin Fry, de zanger van ABC, dit nummer en ook When Smokey sings als opener van het muziekfestival.

## NPO Radio 2 Top 2000
| Nummer met noteringen in de NPO Radio 2 Top 2000 | '99 | '00 | '01 | '02 | '03 | '04  | '05  | '06  | '07 | '08  | '09  | '10  | '11  | '12  |
| ------------------------------------------------ | --- | --- | --- | --- | --- | ---- | ---- | ---- | --- | ---- | ---- | ---- | ---- | ---- |
| The Look of Love                                 | 746 | 842 | 422 | 775 | 780 | 1043 | 1230 | 1284 | 993 | 1016 | 1817 | 1552 | 1945 | 1860 |

1. ↑  Een vetgedrukt getal geeft de hoogste notering aan.
2. ↑  Deze tabel is bijgewerkt tot en met de laatste editie (2024).